# マトゥーンの狂気の毒ガス犯
マトゥーンの狂気の毒ガス犯（―きょうきのどくがすはん、Mad Gasser of Mattoon、「狂気の徘徊者」、あるいはたんに「狂気の毒ガス犯」("Mad Gasser")「マッドガッサー」とも）は、1933年とその翌年そして1940年代なかばにアメリカ合衆国イリノイ州マトゥーン (Mattoon)で集中的に発生した、謎の毒ガス攻撃事件の現場で目撃された怪人に付けられた名前である。2週間にわたって20以上の毒ガスによる攻撃事件とそれ以上に多い怪人の目撃報告が警察に報告された。被害は男性のいない世帯に集中しており、毒ガス犯の被害者とされる人々は、家で甘い臭いがして、頭痛やめまいや両脚の麻痺、咳、吐き気、嘔吐のような症状が続いたと報告した。現場には女性の靴跡が残されていたが、目撃証言は黒ずくめの筋肉質の男だったりと一定しておらず、同一犯か模倣犯かも不明とされている。
通報を受けた地元警察は被害妄想だとして取り合ってくれなかったという。警察は、事象全体を通じて、これらの話について懐疑的なままでいた。物的証拠は確認されず、多くの人々による毒ガス攻撃の報告があったが、それらの状況説明はあまり詳しいものではなかった。被害者の症状は軽く、長期的な影響もなかった。しかし、それにもかかわらず、地元の複数の新聞は話を事実として報じた。
一連の被害は、ただ単に集団ヒステリーのいち事例であると広く考えられている。その一方で、狂気の毒ガス犯が実在したとか、あるいは知覚された攻撃は、産業汚染のような別の説明がつくとなお主張する人々もいる。

## 読書案内
- Bartholomew, Robert E.; Victor, Jeffrey S. (Spring 2004). “A Social-Psychological Theory of Collective Anxiety Attacks: The "Mad Gasser" Reexamined”. The Sociological Quarterly 45 (2):  229–248.
- Johnson, Donald M (1945). “The 'phantom anesthetist' of Mattoon: a field study of mass hysteria”. Journal of Abnormal and Social Psychology (40):  175–186. doi:10.1037/h0062339.
- Coleman, Loren (2004). Mysterious America. New York: Paraview. ISBN 1-931044-84-8（英語）
- Maruna, Scott (2003). The Mad Gasser of Mattoon: Dispelling the Hysteria. Jacksonville, Ill.: Swamp Gas Book Co.. ISBN 978-0-9728605-0-5（英語）
- 並木伸一郎『最強の都市伝説1』経済界_(出版社)、2007年、116頁。ISBN 9784766783988。 NCID BA82980185。OCLC 675096350。全国書誌番号:21249163。2022年12月25日閲覧。
- 並木伸一郎『ムー的都市伝說』学研パブリッシング、2015年、86頁。ISBN 9784054062917。OCLC 919017486。2022年12月25日閲覧。
- 超常怪奇ミステリー研究会『超常・怪奇現象大図鑑』西東社、2016年、50-51頁。ISBN 9784791624898。OCLC 675096350。全国書誌番号:22763294。2022年12月25日閲覧。
- 並木伸一郎『世界の超怪奇ミステリー　：　戦慄のホラーゾーンに迫る!』アドレナライズ、2017年、203頁。ASIN B077VMXGCR。ISBN 9784803340181。2022年12月25日閲覧。
- 朝里樹『大迫力!世界の都市伝説大百科』西東社、2020年、120-121頁。ISBN 9784791629596。 NCID BC01134033。OCLC 1199651780。全国書誌番号:23426118。2022年12月25日閲覧。
- トム・フィリップス『とてつもない噓の世界史』禰冝田亜希、河出書房新社、2020年、15-16頁。ISBN 9784309228068。 NCID BB31651514。OCLC 1195515687。全国書誌番号:23420046。2022年12月29日閲覧。
- 朝里樹『世界の都市伝説大事典』新星出版社、2021年、249頁。ISBN 9784405073357。 NCID BC08156012。OCLC 1262177892。全国書誌番号:23557103。2022年12月25日閲覧。
- 並木伸一郎『ムー認定驚異の超常現象』ワン・パブリッシング、2022年、224頁。ISBN 9784651202242。 NCID BB29085061。OCLC 1343983066。全国書誌番号:23726749。2022年12月25日閲覧。